# Дівчина на мосту
«Дівчина на мосту» (фр. La Fille sur le pont) — чорно-білий французький фільм 1999 року, який зняв Патріс Леконт. Це фільм про удачу, що в метафоричній формі представляє стосунки закоханих через зв'язок між метальником ножів і його «мішенню». Головні ролі у фільмі зіграли Ванесса Параді та Данієль Отей.

## Сюжет
Адель — молода дівчина, яка досі переживала лише негативні емоції. Одного вечора, коли вона вже збирається стрибати з паризького мосту, до неї підходить незнайомець. Ґабор, професійний метальник ножів, пропонує дівчині стати його партнеркою. Адель кидається у воду, але Ґабор рятує її. Дівчина врешті пристає на його пропозицію і вчиться знову отримувати задоволення від життя. Вони гастролюють мюзик-холами та казино Європи і всюди мають успіх. Але меланхолічність Адель все ж беру гору, і вона втікає від свого партнера з молодим одруженим греком у рятувальній шлюпці крейсерського судна. Роман триває недовго, удача одразу ж відвертається, і Адель, що дрейфує на плоті, підбирає військова база. Тим часом Ґабор ранить свою нову партнерку під час виступу. Прибувши в Стамбул, він поступово грузне в невдачах і бродить містом у пошуках своєї колишньої мішені. У погоні за нею він потрапляє під колеса вантажівки. Вийшовши з лікарні в жалюгідному стані, Ґабор вирішує покласти край своєму життю, стрибнувши з мосту. У фатальний момент з'являється Адель, і вони обіцяють одне одному більше не розлучатися.

## У ролях
- Ванесса Параді : Адель
- Данієль Отей : Ґабор
- Фредерік Пфлюґер : акробат
- Деметре Георгалас : Такі
- Катрін Ласко : Ірен
- Ізабель Петі-Жак : наречена
- Мірей Моссе : жінка з надзвичайною пам'яттю
- Дідьє Лемуан : контролер поїзда
- Берті Кортез : Кузак
- Стефан Метцґер : італійський офіціант
- Клод Офор : самогубець
- Фарук Бермуґа : офіціант поїзда
- Ніколя Донато : пан Лояль
- Енцо Етокіо : чоловік з рупором
- Джорджо Ґаціос : Баркер
- П'єр-Франсуа Мартін-Лаваль : пожежник
- Франк Монсіньї : інтерн
- Борис Нап : бармен
- Люк Палюн : директор театру
- Жак Філіпсон : чоловік у футболці
- Жан-Поль Рувре : пожежник
- Філіп Сір : консьєрж готелю
- Наташа Соліньяк : медсестра
- Ізабель Спад : жінка з казино
- Жак Вертан : клоун
- Бруно Вільєн : сусідка по столу в казино

## Цікаві факти
- Роль Ґабора була написана для Жана-П'єра Мар'єля. Однак незадовго перед початком зйомок він покинув проект. Відповідно, Патріс Леконт запропонував роль молодшому акторові, Даніелю Отею.
- Спочатку фільм не мав бути чорно-білим. Уже під час останніх поправок Патріс Леконт втілив фільм в такому вигляді і надав перевагу цьому останньому варіантові.
- Фільм починається з восьмихвилинного монологу головної героїні, Адель. Оскільки його знімали на декілька камер, то вистачило одного дубля.
- За наполегливим бажанням режисера Ванесса Параді дуже коротко обстригла волосся, щоб краще втілити роль Аделі.

## Нагороди
- Данієль Отей: найкращий актор (Сезар, 2000).
- Приз глядацьких симпатій на фестивалі кіно в Монреалі (Cinemania, 1999).
- Приз «Дон Кіхот» на фестивалі в Карлових Варах (1999).
- Найкращий зарубіжний фільм — премія Товариства кінокритиків Лас-Вегаса (2000).